# غيدي
غيدي ( نقحرة : Ghét ) هي بلدة ومدينة في مقاطعة بريشيا، في لومباردي، إيطاليا. حصلت على اللقب الفخري للمدينه بمرسوم رئاسي في 24 نوفمبر 2001.
عرفت مدينة غيدي بقاعدة للقوات الجوية الإيطالية ، قاعدة غيدي الجوية . كان أيضًا موقع Palazzo Orsini ، الذي تم هدمه الآن ،حوالي عام 1515 كان المدخل الذي لا يزال موجوداً في مجموعة متحف Victoria and Albert في لندن.

## جغرافية

### مناخ
يوصف مناخ هذه المدينة بأنه يحتوي على درجات حرارة عالية نسبيًا وتساقط الأمطار بالتساوي على مدار العام. يوجد هذا النوع من المناخ على الجوانب الشرقية للقارات بين خطي عرض 20 درجة و 35 درجة شمالاً وخط عرض جنوباً. النوع الفرعي لتصنيف مناخ كوبن لهذا المناخ هو " CFA ". (مناخ شبه استوائي رطب).
| البيانات المناخية لـ{{{location}}} | البيانات المناخية لـ{{{location}}} | البيانات المناخية لـ{{{location}}} | البيانات المناخية لـ{{{location}}} | البيانات المناخية لـ{{{location}}} | البيانات المناخية لـ{{{location}}} | البيانات المناخية لـ{{{location}}} | البيانات المناخية لـ{{{location}}} | البيانات المناخية لـ{{{location}}} | البيانات المناخية لـ{{{location}}} | البيانات المناخية لـ{{{location}}} | البيانات المناخية لـ{{{location}}} | البيانات المناخية لـ{{{location}}} | البيانات المناخية لـ{{{location}}} |
| الشهر                              | يناير                              | فبراير                             | مارس                               | أبريل                              | مايو                               | يونيو                              | يوليو                              | أغسطس                              | سبتمبر                             | أكتوبر                             | نوفمبر                             | ديسمبر                             | المعدل السنوي                      |
| ---------------------------------- | ---------------------------------- | ---------------------------------- | ---------------------------------- | ---------------------------------- | ---------------------------------- | ---------------------------------- | ---------------------------------- | ---------------------------------- | ---------------------------------- | ---------------------------------- | ---------------------------------- | ---------------------------------- | ---------------------------------- |
| [بحاجة لمصدر]                      |                                    |                                    |                                    |                                    |                                    |                                    |                                    |                                    |                                    |                                    |                                    |                                    |                                    |

## روابط خارجية
- Oratorio di Ghedi

مقاطعة بريشا